# Star 742
Star 742 – polski  samochód ciężarowy, produkowany przez firmę FSC Star w Starachowicach.

## Historia
Prace nad Starem 742 podjęto w FSC Starachowice w 1980 roku. Samochód powstał jako lżejsza ciężarówka marki Star, o ładowności 3 tony, uzupełniająca podstawowego w gamie marki Stara 200, którego następcą miał być model o większej ładowności Star 1142. Oznaczenie „742” pochodziło od 7 ton masy całkowitej i napędu 4×2. Samochód miał być produkowany na tych samych liniach produkcyjnych, dlatego zachowano rozstaw podłużnic ramy (860 mm) i zaadaptowaną odchylaną kabinę Stara 1142. Również czterocylindrowy silnik wysokoprężny 370 o pojemności skokowej 4,56 l był skróconą wersją 6-cylindrowego silnika 359M Stara 200, wykorzystującą między innymi te same tłoki. Silnik rozwijał moc 73,5 kW przy 2800 obr./min i maksymalny moment obrotowy 294,2 Nm. Skrzynia biegów TS5-30 była nowa, 5-stopniowa, synchronizowana, skonstruowana przez Fabrykę Przekładni Samochodowych w Tczewie. Silnik Star 742 to Andoria 4CT107 skrócona wersja 6CT107 znana z Autosana H09. Zespół napędowy był wspólny z autobusem Autosan H6 -02. Wspomniany wcześniej silnik był tylko w prototypach, natomiast w sprzedaży były wyposażone w silnik z Andrychowa. 
Star 742 był pierwszy na ogumieniu bezdętkowym. 
Pierwszy z pięciu prototypów Stara 742 zbudowano w maju 1985 roku. W kolejnych latach trwały badania prototypów. W czerwcu 1986 roku samochód został zaprezentowany na Międzynarodowych Targach Poznańskich, gdzie spotkał się z dużym zainteresowaniem, z uwagi na brak produkcji samochodów ciężarowych tej klasy w Polsce. Uznawano, że samochód nadaje się dla handlu i rolnictwa i może zapełnić lukę między Żukiem i Starem 200, zastępując importowane ciężarówki marki Avia i Robur. Badania kwalifikacyjne prototypów ukończono w 1987 roku. Uruchomienie produkcji wymagało częściowo nowego oprzyrządowania, gdyż samochód miał jedynie częściowo wspólną konstrukcję z produkowanymi dotąd modelami. Zakładano uruchomienie produkcji w 1988 roku, lecz wymagało ono dużych inwestycji, później termin ten przesunął się na 1990 rok. Było ono utrudnione przez konieczność modernizacji maszyn, problemy z kooperantami, oraz problemy typowe dla centralnie planowanej gospodarki oderwanej od mechanizmów rynkowych, w tym konieczność wydatkowania dewiz na zakupy osprzętu na Zachodzie, a w końcu kryzys gospodarczy. 

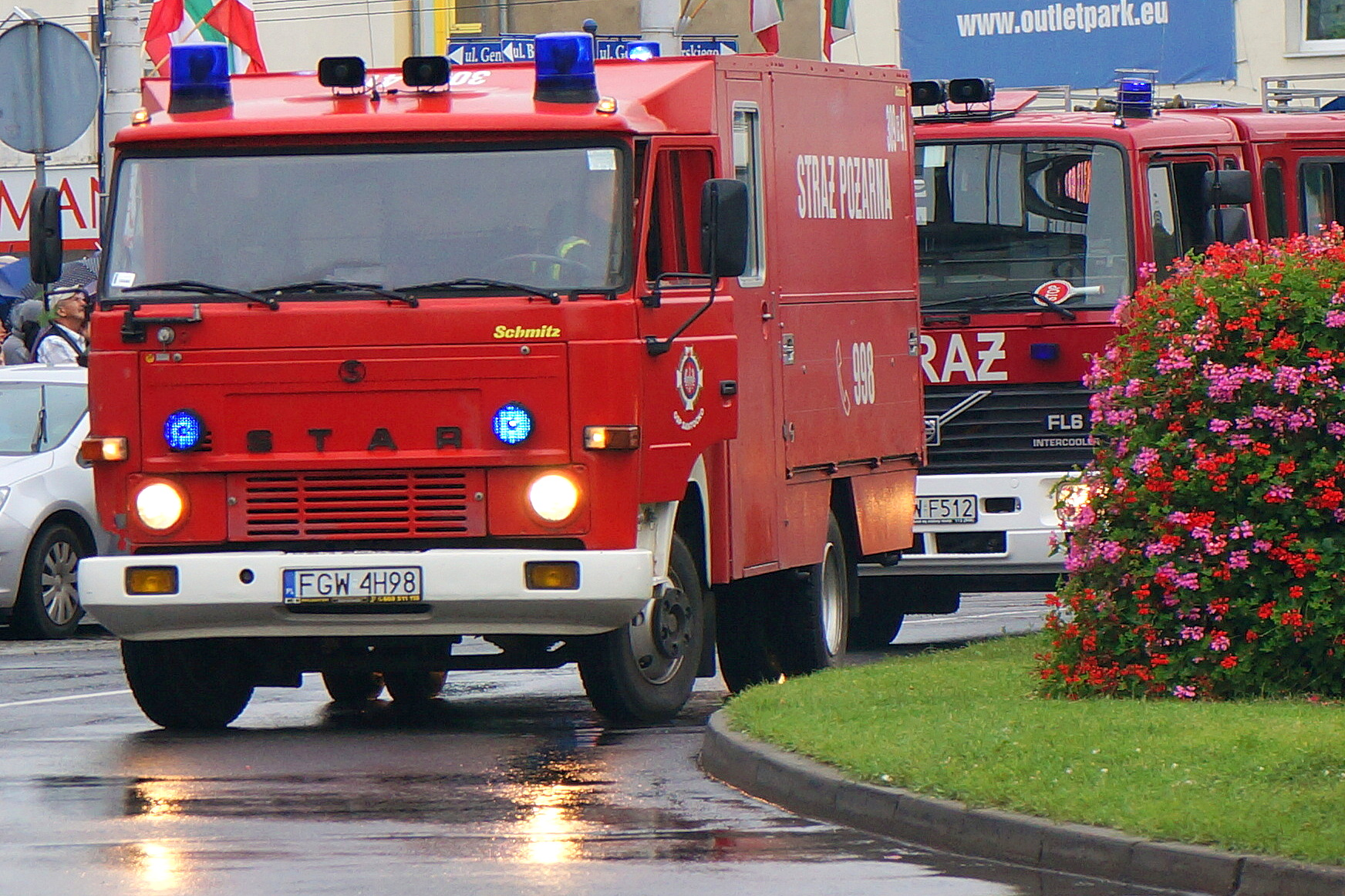
Wóz strażacki podczas akcji gaśniczej (2017)
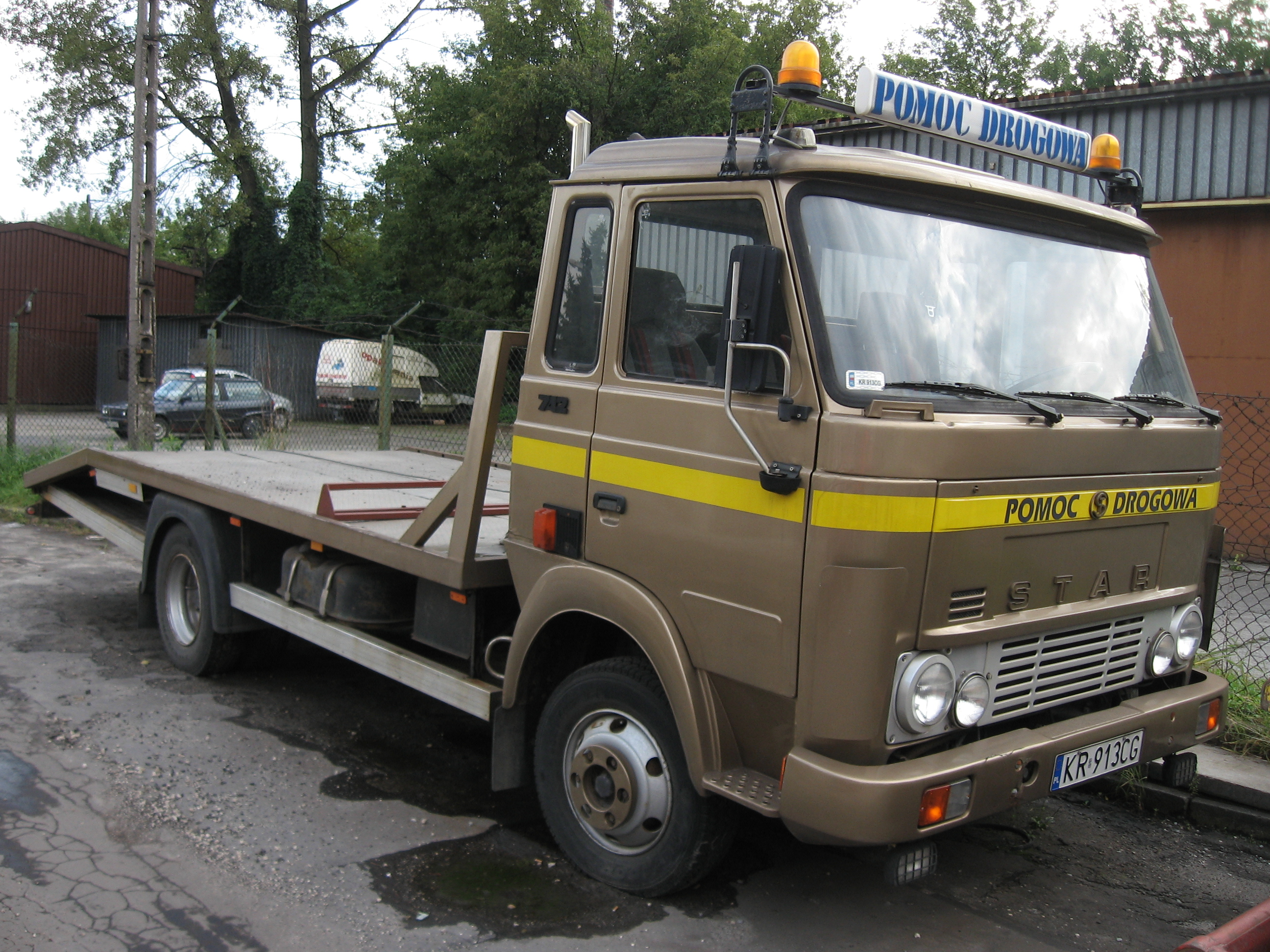
Laweta pomocy drogowej